# Deriva genética
Deriva genética, deriva gênica, deriva alélica, derivação genética ou ainda oscilação genética é um mecanismo microevolutivo que modifica aleatoriamente as frequências alélicas ao longo do tempo . A deriva genética é um processo estocástico, não é possível prever a direção da mudança na frequência de um alelo causada pela deriva. Esse mecanismo resulta em perda de variação genética e na fixação de alelos em diferentes loci. Os alelos fixados pela deriva podem ser neutros, deletérios ou vantajosos. Nesses dois últimos casos, a trajetória da frequência alélica ao longo do tempo será determinada pela interação entre a deriva e a seleção natural.  O efeito da deriva é maior quanto menor o tamanho da população, podendo aparecer em diferentes momentos da história evolutiva da população:
• Em seu início (efeito fundador);
• Em um ou mais momento da sua história (efeito de gargalo);
• Em intervalos regulares (variação demográfica);
• Constantemente (há populações, em que a quantidade de indivíduos se mantém pequena durante anos).
Além da observação dos efeitos em populações pequenas, estudos demonstraram que em nível molecular ocorre um grande efeito da deriva, pois geralmente mutações neste nível dos organismos são neutras, e desta maneira não há efeito da seleção natural. Essa evidência é um dos pontos discutidos quando se compara o Neutralismo vs. Selecionismo, a cerca das mutações neutras, pois o único modo destas se fixarem é por deriva genética, deste modo isso é um dos pontos que se discutem quando estudiosos avaliam a importância de cada um desses eventos. Assim, quanto menor for o tamanho efetivo populacional, maior será a deriva.  

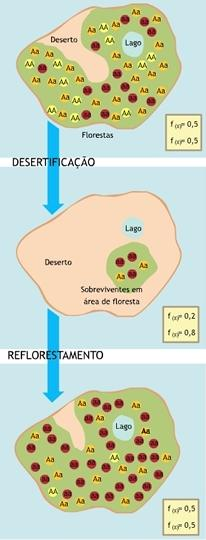
Representação esquemática da Deriva Genética

Deriva genética é a mudança na frequência dos alelos resultante de efeitos amostrais em populações finitas. Dentre os mecanismos evolutivos, a seleção natural é bem conhecida e popularizada, enquanto que a deriva muitas vezes pode causar certa dúvida. Como disse Suzuki et al. op. cit.: “O processo da deriva genética deveria parecer familiar, a qual é, na verdade, uma outra maneira de analisar o efeito do entrecruzamento em pequenas populações[...] Mesmo considerando-se como um entrecruzamento ou como uma amostra aleatória de genes, o efeito é sempre o mesmo. Populações não reproduzem exatamente as suas constituições genéticas; há um componente aleatório na mudança da frequência genética”.

## Histórico
O conceito de Deriva genética foi tratado inicialmente, em 1929, por Sewall Wright, um dos fundadores do campo de genética de populações. Esses estudos iniciais sobre genética de populações estavam sendo agregados à teoria de Seleção Natural, e Wrigth analisava esses conceitos em pequenas populações, testando endogamia e observando a mudança de picos adaptativos, devida a deriva genética.
Toda essa ideia de Wrigth não era aceita por Ronald Fisher, o qual dizia que a deriva genética tem um papel mínimo na evolução, deste modo não afetaria os picos adaptativos. Kimura em 1968, com a Teoria neutralista da evolução, retomou o debate sobre a contribuição da deriva para explicar a variação genética encontrada em populações reais.

## Frequências alélicas
Os alelos sofrem deriva por períodos limitados. Eventualmente, a frequência dos alelos aumenta ou diminui de tal maneira que, ou atingem a frequência de 1 (único alelo representado na população), ou atingem a frequência nula (o alelo desaparece da população). Estes fenômenos são conhecidos como fixação e extinção de um alelo, respectivamente. No caso de a frequência de um alelo atingir o valor de 1, somente através de mutação esta poderá ser alterada novamente, desde que a população permaneça isolada,mas outro alelo poderá reaparecer caso ocorra fluxo gênico de outras populações. A frequência de um alelo pode também ser modificada através da migração, onde novos indivíduos inserem variação alélica na população. Além da deriva genética, as mutações, migrações e a seleção afetam o equilíbrio gênico.
A permanência de um alelo numa população é governada pelo tamanho efetivo desta. Em populações de tamanho reduzido, poucas gerações podem ser suficientes até que um alelo sofra fixação por efeito da deriva. Em populações maiores, este efeito demora mais. Em média, um alelo neutro será fixado em {\displaystyle 4N_{e}} gerações, onde {\displaystyle N_{e}} é o tamanho efetivo da população.

Gráfico deriva genética aleatória

## Tamanho populacional
É comum pensar que o tamanho populacional compreende todos os indivíduos que compõem determinada população (tamanho efetivo real, representado pela letra N), mas isso não é correto quando se trata de seu conjunto gênico. O tamanho populacional efetivo (representado em fórmulas matemáticas por {\displaystyle N_{e}}), são todos os indivíduos que se reproduzem e conseguem deixar descendentes, desta maneira, transmitindo os genes para frente (mantendo o fluxo gênico) e consequentemente mantendo a diversidade genética. O dito "Tamanho Populacional Efetivo" considerado na fórmula, é apenas um elemento teórico padronizador idealizado para fins matemáticos teóricos, não correspondendo exatamente à realidade das populações, que são dinâmicas e não perfeitamente perscrutáveis. Assim, existem características a serem consideradas para a determinação (teórica) do tamanho populacional efetivo, as quais são:
- Não há sobreposição de gerações;
- O número de indivíduos intercruzantes é o mesmo em todas as gerações;
- Todos os indivíduos são potencialmente intercruzantes;
- A união dos gâmetas é aleatória;
- Não há seleção, mutação ou ou migração;
- A média de descendentes, por indivíduo adulto, é de um indivíduo.

Desta maneira, uma população grande (valor alto de N) pode sofrer os efeitos da deriva genética, pois não são todos os indivíduos que se reproduzem efetivamente. O tamanho efetivo populacional pode ser calculado com diferentes fórmulas matemáticas as quais, dependem da estimativa da diversidade genética populacional. Mas a fórmula mais simples para estimar o tamanho efetivo é demonstrada a seguir, e ela considera a razão sexual entre adultos (maduros sexualmente), segue abaixo a equação
{\displaystyle N_{e}={\frac {4.N_{machos}.N_{f{\hat {e}}meas}}{N_{machos}+N_{f{\hat {e}}meas}}}}
Onde:
- {\displaystyle N_{machos}} é o número total de machos na determinada população;
- {\displaystyle N_{f{\hat {e}}meas}} é o número total de fêmeas na determinada população;
- {\displaystyle N_{e}} é o tamanho efetivo populacional.

O tamanho efetivo populacional é geralmente menor que a quantidade de indivíduos adultos, por exemplo, em uma população de 120 indivíduos, onde 100 são machos e 20 são fêmeas, o tamanho efetivo será de aproximadamente 67 indivíduos, caindo consideravelmente o tamanho populacional e desta maneira, há uma maior fragilidade aos efeitos da deriva genética, pois esta estará atuando sobre os 67 indivíduos e não sobre os 120. Geralmente diferenças entre o tamanho real e o tamanho efetivo são devido a:
- Espécies com razão sexual desigual (formação de haréns, ou até mesmo o exemplo acima citado);
- Com alta variação no tamanho da família ( diferença na quantidade de filhotes);
- Com número variável de indivíduos entre as diferentes gerações, o que também pode ser chamado de demografia oscilante.

| Proporção sexual | Número de machos | Número de fêmeas | Ne   |
| ---------------- | ---------------- | ---------------- | ---- |
| 1,00             | 50               | 50               | 100  |
| 3,00             | 75               | 25               | 75   |
| 0,33             | 25               | 75               | 75   |
| 9,00             | 90               | 10               | 36   |
| 0,10             | 10               | 90               | 36   |
| 99,00            | 99               | 1                | 3,36 |
| 0,01             | 1                | 99               | 3,36 |
| 5                | 100              | 20               | 67   |

## Deriva Genética e Equilíbrio de Hardy-Weinberg
O Equilíbrio de Hardy-Weinberg tem o pressuposto que determinada população irá se manter em equilíbrio de genético ao longo das gerações, ou seja, sem alterações em suas frequências alélicas e genotípicas em função de {\displaystyle (p+q)^{2}=p^{2}+2pq+q^{2}} (há outros equilíbrios genéticos, como e de WRITH, que não segue essa proporção, mas mantém frequências elélicas e genotípicas constantes ao longo das gerações ). Deste modo é possível a analise da porcentagem de indivíduos heterozigotos e homozigotos (A deriva genética tende a formar uma população homozigótica devido ao endocruzamento). A deriva genética, por ser aleatória, desestabiliza populações que poderiam entrar no equilíbrio de Hardy-Weinberg, uma vez que altera uma regra para este acontecer, pois o mesmo diz que a população deve manter um constância, e a deriva faz com que a população desobedeça a regra e fuja do equilíbrio. Todavia, se a população for totalmente composta por indivíduos homozigóticos (devido a Deriva) ou está caminhando para essa característica, será possível a ocorrência do Equilíbrio de Hardy-Weinberg. Mas é importante lembrar que para populações reais, estar de acordo com o equilíbrio é quase improvável, devido as premissas que o mesmo necessita para ocorrer.]

## Deriva genética e seleção natural
A deriva genética e a Seleção natural raramente ocorrem independentemente em populações naturais; estes dois fenômenos estão sempre a actuar numa população. No entanto, o grau em que cada alelo é afectado por estes dois fenómenos pode variar em função das circunstâncias.Nos dois processos é claro que há um efeito na evolução das populações, como dito anteriormente, entretanto sabemos que a deriva aleatória segue um caminho aleatório, enquanto que a seleção natural segue em um processo direcionado, além do mais a seleção natural permite uma adaptção dos organismos, deste modo os mais adaptados sobrevivem, pois a seleção busca eliminar os genes deletérios ou desfavoráveis, além de ignorar os genes neutros. Enquanto que a deriva, por ser aleatória, não há distinção entre genes bons e ruins.
Numa população com um tamanho efectivo elevado, a deriva ocorre muito lentamente, e a selecção actuante sobre um alelo pode de uma maneira relativamente rápida, aumentar ou diminuir a sua frequência (dependendo da viabilidade do alelo). Numa população com um tamanho efectivo reduzido, o efeito da deriva genética predomina. Neste caso, o efeito da selecção natural é menos visível pois o efeito da deriva muitas vezes se sobrepõe.
Desta maneira, não podemos dizer que apenas a seleção natural é um mecanismo evolutivo, e muito menos o único. Pois é evidente a ocorrência de deriva genética nas populações, sendo isso abordado em vários livros de genética e evolução, por exemplo: “Em qualquer população, algumas proporções de loci são fixas a um desfavorável alelo selecionado, porque a intensidade da seleção é insuficiente para sobrepor-se à deriva aleatória para a sua respectiva fixação. Um enorme ceticismo deveria ser mantido em direção às ingênuas teorias acerca da evolução que assumem que uma população sempre, ou quase sempre, alcança uma otimizada constituição somente por seleção. A existência de múltiplos picos adaptativos e a fixação aleatória de menos genes aptos são características integrais do processo evolutivo. Não podemos confiar à seleção natural a produção do melhor de todos os possíveis mundos”. E “um dos mais importantes e controversos assuntos em genética de populações é a respeito da relativa importância da deriva genética e da seleção natural na determinação da mudança evolucionária. A chave da questão em jogo é se a imensa variedade genética, a qual é observável nas populações de todas as espécies, não é resultado da sobrevivência e reprodução (ou seja, é neutro), caso em que a deriva será o principal determinante, ou se a maioria das substituições genéticas afetam o fitness, caso em que a seleção natural é a principal força direcionadora. Os argumentos acerca deste assunto têm sido intensos durante a metade do século passado e estão pouco próximos da resolução, embora muitos diriam que o caso da deriva tornou-se progressivamente mais forte. Deriva, por sua própria natureza, não pode ser demonstrada positivamente. Para fazê-lo, precisar-se-ia, necessariamente, mostrar que a seleção definitivamente não operou, o que é impossível. Não obstante, muitas evidências indiretas foram obtidas, as quais pretendem favorecer a posição da deriva. Primeiramente, e de diversos modos, sendo a maioria convincente, é a evidência molecular e bioquímica...”.
Para ficar mais claro a diferença entre a Deriva e a Seleção Natural atuando em uma determinada população, um exemplo bem simples, poderá ajudar: Imagine uma população de 100 pessoas, as quais terão que escalar uma montanha. Neste grupo de indivíduos apenas 40 dessas pessoas possuem equipamentos adequados para a escalada, deste modo a seleção natural irá atuar de forma que apenas os mais preparados cheguem ao topo da montanha, assim os outros 60 (sem equipamentos adequados, ou seja, menos adaptados) irão ser eliminados. Todavia, se ao momento em que todos os indivíduos estiverem escalando, pedras comecem a cair, deste modo tanto pessoas com equipamentos apropriados, tanto pessoas sem equipamentos serão atingidos, aleatoriamente, de forma que mesmo os participantes equipados sofram consequência e sejam eliminados não chegando ao topo. Deste modo houve ação da oscilação genética.

## Deriva genética e as populações
A deriva pode ter efeitos dramáticos na história evolutiva das populações. São ditos como exemplos da deriva genética os eventos:
- Efeito Gargalo;
- Efeito Fundador.

Exemplos estes, explicados abaixo:
Quando ocorre o efeito de gargalo, a deriva genética pode resultar em rápidas e dramáticas alterações nas frequências alélicas. Este facto ocorre de maneira independente da selecção natural, a chances de sobrevivência dos indivíduos que o sofrem é totalmente aleatória também e não há vantagem genética atuando. Nestes casos, muitas adaptações benéficas poderão ser eliminadas da população. Pensa-se que o efeito de gargalo tenha ocorrido por diversas ocasiões na história da evolução humana. Um exemplo de população que sofreu efeito gargalo são os Elefantes Marinhos do Norte, os quais devido a caça predatória, a população foi reduzida a 30 indivíduos. E após 25 anos, chegou a 10 mil indivíduos. Neste último momento, o qual ocorreu um aumento populacional, dizemos que ocorreu o efeito do fundador. Desastres ecológicos, como incêndios florestais, desmatamento, inundações, etc., podem fazer populações sofrerem efeito gargalo e até mesmo efeito fundador.
Similarmente, as populações migrantes, como por exemplo saída do continente em busca de uma ilha, poderão sofrer o chamado efeito do fundador. Este efeito é muitas vezes responsável por uma frequência elevada de algumas doenças genéticas. Podemos relacionar os dois efeitos: O efeito gargalo pode levar uma população ao efeito fundador, entretanto, o contrário não ocorre.
Em populações que estão em processo de extinção, a deriva genética pode ser drástica, eliminado de uma vez a população a qual sofre o seu efeito. Além disso, já que em cada população podem ser diferentes os alelos que se perdem e se fixam, a deriva faz com que duas ou mais populações da mesma espécie tendem a se diferenciar geneticamente.
Um outro fator de grande influência para ocorrer os efeitos da deriva aleatória, é a Endogamia, que seria o cruzamento entre parentes, endocruzamento ou consanguinidade. O extremo da endogamia é a auto-fecundação, a qual geralmente é observada em espécies vegetais.
A endogamia influencia muito a história da população, pois a consequência deste evento é a redução reprodutiva, bem como a sobrevivência da prole (Depressão endogâmica). Devido à endogamia a quantidade de heterozigotos é reduzida, mas não muda a frequência de genes e concomitantemente há um aumento dos indivíduos homozigotos, deste modo a exposição e expressão de genes deletérios se torna mais fácil. A endogamia é inevitável em populações pequenas, pois com o passar do tempo todos indivíduos se tornam aparentados.